# Showbiz
Showbiz è il primo album in studio del gruppo musicale britannico Muse, pubblicato negli Stati Uniti d'America il 28 settembre 1999 dalla Maverick Records e il 4 ottobre dello stesso anno dalla Taste Media nel Regno Unito. Prima era stato reso disponibile in Francia (il 7 settembre dalla Naïve Records) e in Germania, Russia, Turchia e Ucraina (il 20 settembre dalla Motor Music).
L'album ha venduto 300 000 copie nel Regno Unito, venendo certificato disco di platino dalla British Phonographic Industry.

## Descrizione
Nell'album sono presenti brani facenti già parte del repertorio del gruppo risalenti al 1996 al 1999, ovvero dalle pubblicazioni del demo Newton Abbot Demo e degli EP Muse e Muscle Museum EP. Il produttore John Leckie vide i Muse esibirsi in alcuni concerti nel Devon nella seconda metà del 1998. Leckie collaborava con lo studio di registrazione Sawmills Studio di Dennis Smith che aveva già messo a disposizione lo studio al trio per la realizzazione del loro primo EP.
Nel 1998 comincia il rapporto tra Leckie e il trio e questo sodalizio portò alla realizzazione di gran parte del disco che venne registrato nell'aprile 1999 presso i RAK Studios a Londra. Le registrazioni aggiuntive avvennero il mese successivo presso i sopracitati Sawmills Studio sotto la produzione di Paul Reeve, sede in cui presero vita anche i brani Muscle Museum, Unintended, Uno e Sober.

## Promozione
Nel Regno Unito e negli Stati Uniti d'America l'edizione promozionale dell'album è stata realizzata con confezione in plexiglas con il logo del gruppo inciso mentre altri dischi promozionali sono stati realizzati con una stampa in oro in copertina. Dopo alcuni mesi dall'uscita dell'album, è stata pubblicata un'edizione limitata nel Benelux contenente un disco aggiuntivo che contiene otto tracce che appariranno l'anno successivo nell'EP Random 1-8.
Nel 2006 l'album venne ristampato nel Regno Unito sotto l'etichetta East West Records. In occasione del decimo anniversario dell'uscita dell'album, il 18 agosto 2009 uscì nel formato LP sotto l'etichetta Warner Music Group in Europa e in Nord America.

## Accoglienza
| Recensione    | Giudizio |
| ------------- | -------- |
| AllMusic      |          |
| Pitchfork     | 6,7/10   |
| Rolling Stone |          |

La critica specializzata ha accostato il debutto dei Muse ai lavori dei Radiohead (complice anche la presenza di John Leckie, produttore di The Bends). In particolar modo, secondo Tom Demalon di AllMusic, ciò risulta evidente «sin dallo scoppiettante brano d'apertura Sunburn» ma nel complesso risulta un disco «forte di voci piene di angoscia, testi esoterici e cambiamenti drammatici nelle dinamiche sonore», elogiando la prestazione vocale di Bellamy. Anche Neva Chonin di Rolling Stone ha evidenziato similitudini tra lo stile vocale di Bellamy e quello di Thom Yorke, notando comunque che Showbiz presenta «un tocco più bizzarro e decisamente più irregolare» rispetto ai Radiohead. In una recensione mista, Brent DiCrescenzo di Pitchfork sottolinea come l'album mostri «tutti i piaceri e i difetti del marchio "promettente primo album". Da un lato, ottieni lo zelo meno stanco e la scrittura diretta dei brani. D'altra parte, ottieni titoli prevedibili di una sola parola, mancanza di profondità emotiva e l'impronta dell'A&R».

## Tracce
Testi e musiche di Matthew Bellamy.
1. Sunburn – 3:53
2. Muscle Museum – 4:22
3. Fillip – 4:01
4. Falling Down – 4:33
5. Cave – 4:46
6. Showbiz – 5:17
7. Unintended – 3:57
8. Uno – 3:38
9. Sober – 4:04
10. Escape – 3:31
11. Overdue – 2:26
12. Hate This & I'll Love You – 5:09

Traccia bonus nell'edizione giapponese
1. Spiral Static – 4:43

CD bonus nell'edizione speciale
1. Host – 4:17
2. Coma – 3:36
3. Pink Ego Box – 3:30
4. Forced In – 5:09
5. Agitated – 2:21
6. Yes Please – 3:06
7. Fillip (Live) – 3:48
8. Do We Need This (Live) – 4:13

## Formazione
Hanno partecipato alle registrazioni, secondo le note di copertina:
Gruppo
- Matthew Bellamy – voce, pianoforte (tracce 1-6), chitarra (eccetto tracce 7 e 9), mellotron (tracce 2, 7 e 12), wurlitzer (tracce 3 e 12), organo Hammond (tracce 4, 7 e 10), CS1 (traccia 5), strumenti ad arco (traccia 6), chitarra nylon (traccia 7), guitar synth e alien samples (traccia 9), armonium (traccia 10)
- Dominic Howard – batteria, radio noise (traccia 2), fat piano (traccia 6), percussioni (tracce 8 e 12)
- Chris Wolstenholme – basso (eccetto traccia 4), contrabbasso (tracce 1 e 4), slap nylon (traccia 6), cori (traccia 10)

Altri musicisti
- Boris Aldridge – tape abuse (traccia 5)
- Paul Reeve – cori (tracce 7, 8, 11 e 12)
- John Leckie – crickets (traccia 12)

Produzione
- John Leckie – produzione (eccetto tracce 2, 7-9), missaggio, registrazione (eccetto tracce 2, 7 e 9), produzione aggiuntiva (tracce 2 e 7)
- Paul Reeve – registrazione, produzione (tracce 2, 7-9), missaggio (traccia 8)
- Safta Jaffrey – produzione esecutiva
- Dennis Smith – produzione esecutiva
- Adrian Scarfe – assistenza al missaggio (eccetto traccia 8)
- Mark Thomas – assistenza tecnica (Sawmills Studio)
- Boris Aldridge – assistenza tecnica (RAK Studios)
- Muse – produzione (tracce 2, 7-9)

## Classifiche
| Classifica (1999-2000) | Posizione massima |
| ---------------------- | ----------------- |
| Australia              | 28                |
| Belgio (Fiandre)       | 29                |
| Belgio (Vallonia)      | 41                |
| Finlandia              | 45                |
| Francia                | 59                |
| Giappone               | 69                |
| Irlanda                | 46                |
| Norvegia               | 38                |
| Paesi Bassi            | 53                |
| Regno Unito            | 29                |